# 阿尔文托萨
阿尔文托萨，是西班牙阿拉贡自治区特鲁埃尔省的一个市镇。总面积68平方公里，总人口252人（2001年），人口密度4人/平方公里。